# Reburn linux
A Reburn egy operációs rendszer. Magját az Ubuntu linux képezi, aminek köszönhetően gond nélkül futtathatók a legelterjedtebb nyílt forráskódú szoftverek. A rendszerbe integrált WINE program segítségével a megszokott Windows alapú programok is futtathatóak.
Minimum rendszerkövetelmény: Pentium 2, 300 MHz processzor, 96 MB RAM, 2 GB HDD. Ajánlott rendszerkövetelmény: Pentium 3, 1000 MHz processzor vagy ennél nagyobb, 254 MB RAM vagy ennél nagyobb, 4 GB HDD vagy ennél nagyobb.
Alapértelmezett programok:
- Google Chrome
- Emesene (MSN-szerű üzenetküldő kliens)
- Skype
- Deluge torrent kliens
- Abiword szövegszerkesztő
- Pptview powerpoint-nézegető
- Sound juicer audio CD-konvertáló
- Audacious zenelejátszó
- Brasero DVD-író
- Smplayer videólejátszó
- Minitube YouTube-kliens
- Gmountiso CD-kép-csatoló
- Gparted particionáló
- Wine Windows-emulátor
- Gnome-commander, Total Commander-szerű filekezelő
- Picview képnézegető
- Synaptic package manager csomagkezelő
- Evince PDF-olvasó

## Rendszerspecifikációk
- Linux 2.6.31-19-generic kernel
- Ubuntu 9.10 minimal
- Lxde asztali környezet
- Xfdesktop ablakkezelő
- Thunar file kezelő